# Gara Cristești Jijia
Gara Cristești Jijia este o stație de cale ferată care deservește comuna Holboca, județul Iași, România.